# راکول کنت
راکول کنت (انگلیسی: Rockwell Kent؛ ۲۱ ژوئن ۱۸۸۲ – ۱۳ مارس ۱۹۷۱) یک نقاش، و هنرمند اهل ایالات متحده آمریکا بود.
وی همچنین برنده جوایزی همچون جایزه صلح لنین شده است.